# Nasobůrky
Nasobůrky (německy Aschmeritz) jsou částí města Litovel v okrese Olomouc. Nachází se na jihozápadě konci Litovle. První zmínka o obci je z roku 1373. Obec původně patřila Chudobínskému panství a dělila se na Malé a Velké Nasobůrky. Nasobůrky je také název katastrálního území o rozloze 1,96 km2.

## Název
Už do nejstaršího dokladu z roku 1373 (Našiborek) je jméno vesnice zapisováno ve zdrobnělé podobě. Původní základ zřejmě zněl Našibořice a byl odvozen od osobního jména Našibor. Význam místního jména tak byl "Našiborovi lidé". Z původního českého Našibořice (které bylo v češtině záhy zdrobněno na Našibórky) vznikla německá podoba jména (nejstarší doklad 1490 jako Nasmeritz, od 17. století Osmaritz, od 18. století Oschmeritz a Aschmeritz a od 19. století Assmeritz) a to zpětně vedlo ke změně -š- na -s v českém jméně (1385 poprvé doloženo Nasoborki).

## Historie

### Pandemie covid-19
V ranních hodinách 16. března 2020, v době, kdy se Česká republika potýkala s pandemií nemoci covid-19, rozhodli hygienici, s ohledem na prudký nárůst pacientů s tímto onemocněním, o uzavření měst Uničova a Litovle spolu s jejich okolím. Policie oblast střežila a neumožnila nikomu do oblasti vstoupit, ani ji opustit. Jednou z takto zasažených vesnic byly i Nasobůrky. Uzavření oblasti skončilo 30. března.

## Obyvatelstvo

### Struktura
Vývoj počtu obyvatel za celou obec i za jeho jednotlivé části uvádí tabulka níže, ve které se zobrazuje i příslušnost jednotlivých částí k obci či následné odtržení.
| Místní části   | Místní části   | 1869 | 1880 | 1890 | 1900 | 1910 | 1921 | 1930 | 1950 | 1961 | 1970 | 1980 | 1991 | 2001 | 2011 |
| -------------- | -------------- | ---- | ---- | ---- | ---- | ---- | ---- | ---- | ---- | ---- | ---- | ---- | ---- | ---- | ---- |
| Počet obyvatel | část Nasobůrky | 341  | 449  | 458  | 515  | 543  | 547  | 577  | 501  | 569  | 583  | 528  | 485  | 490  | 465  |
| Počet domů     | část Nasobůrky | 57   | 70   | 77   | 82   | 88   | 90   | 114  | 128  | 161  | 140  | 137  | 150  | 148  | 152  |

## Fotogalerie

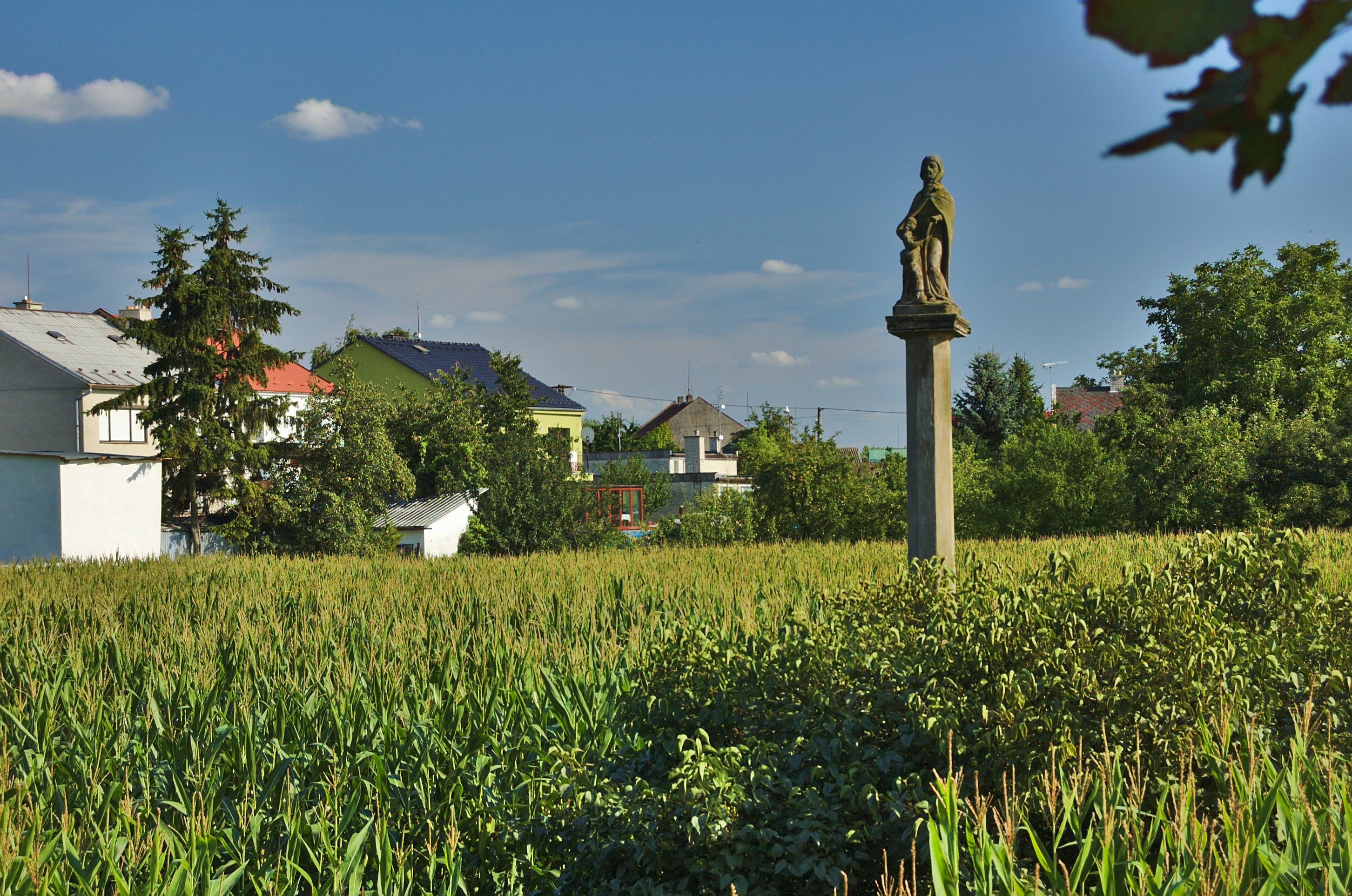
Socha v poli
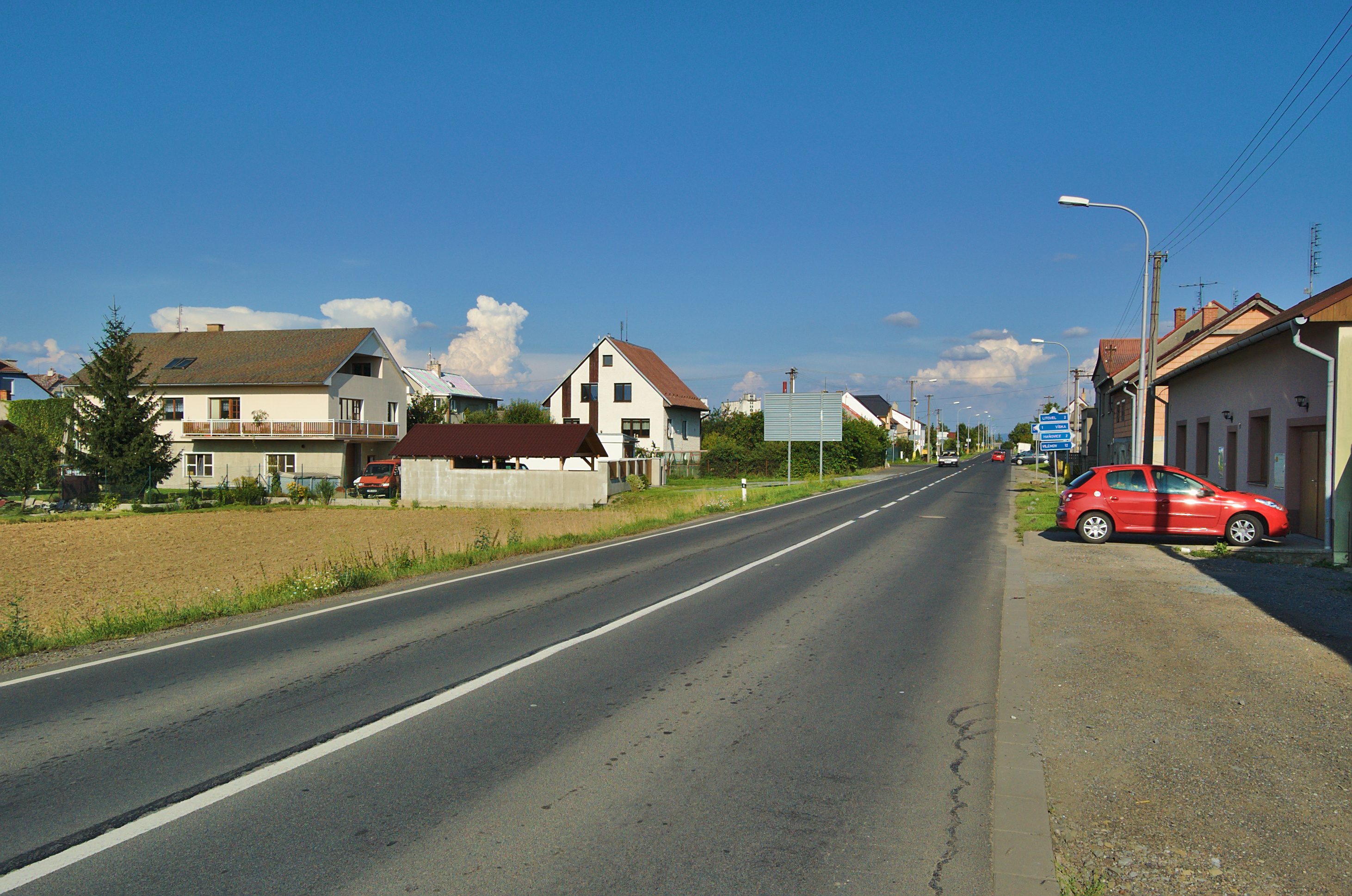
Pohled do obce z hlavní silnice
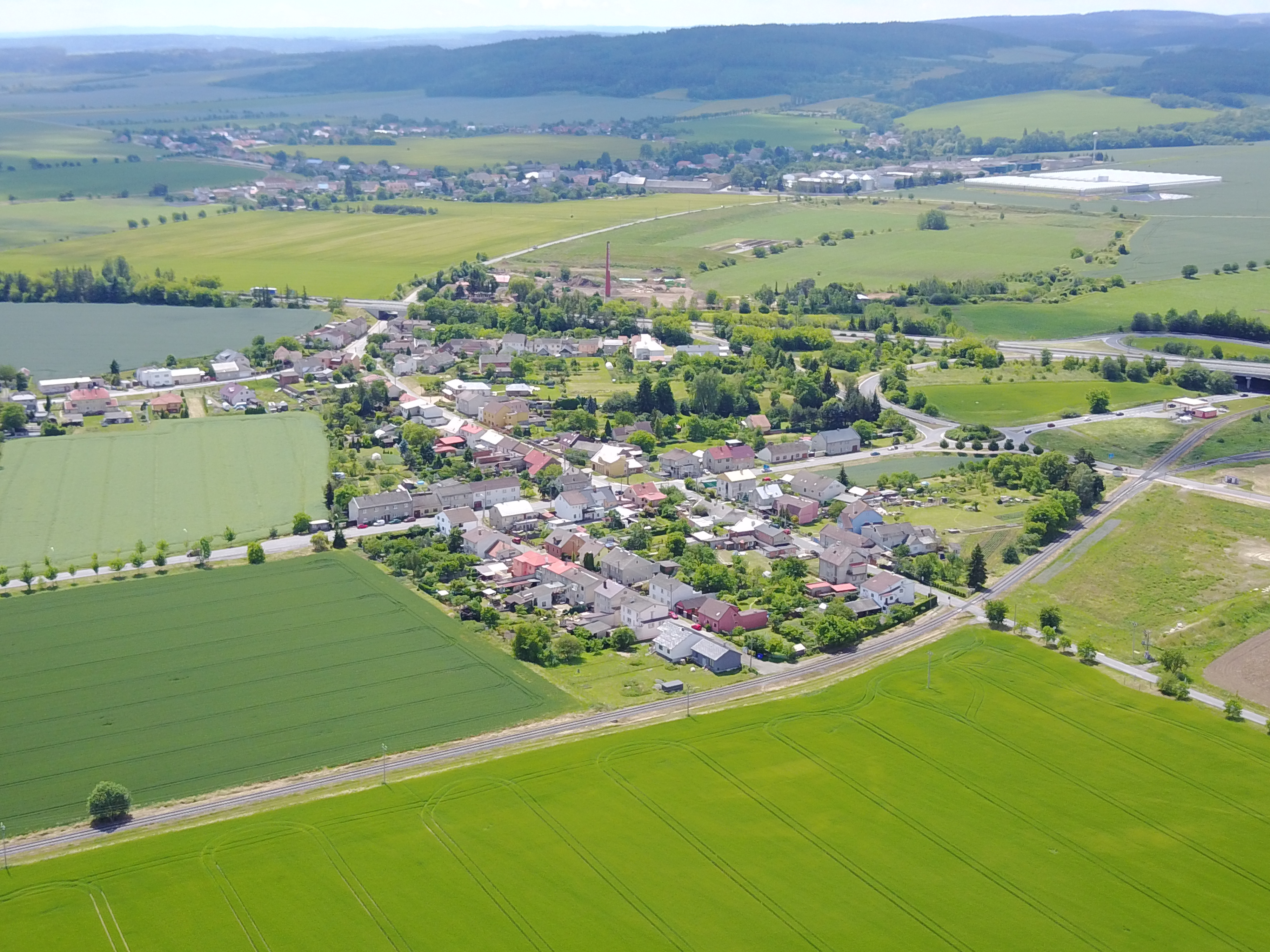